# ジョン・F・ケネディ大統領暗殺記録収集法
ジョン・F・ケネディ大統領暗殺記録収集法（ジョン・F・ケネディだいとうりょうあんさつきろくしゅうしゅうほう）は、1992年10月26日にアメリカ合衆国のジョージ・H・W・ブッシュ大統領によって署名された法案。

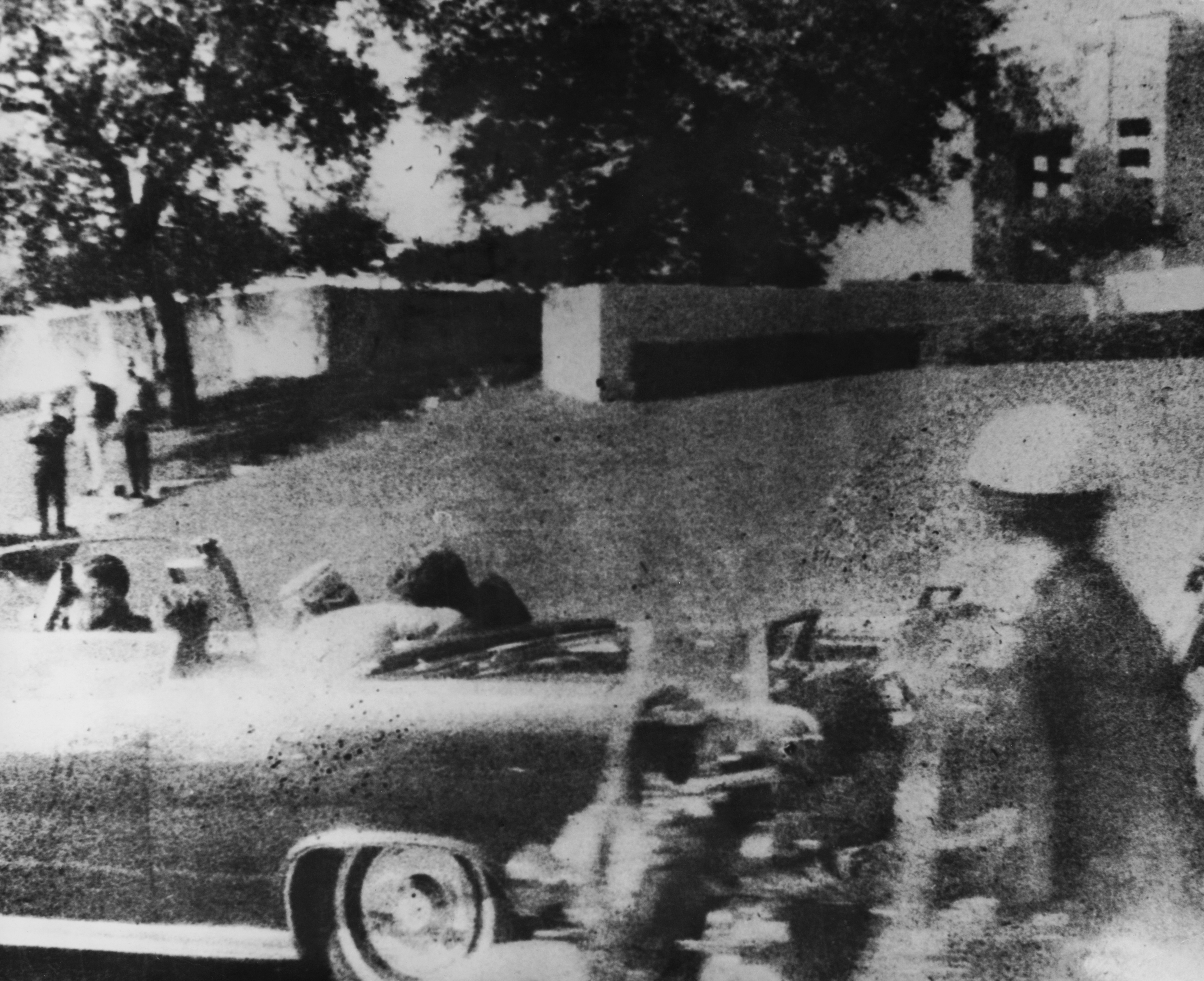
銃撃直後のケネディ大統領

## 背景
1991年12月10日、オリヴァー・ストーン監督によるケネディ暗殺を題材とした映画「JFK」が公開された。この映画はケネディ暗殺に再び大きな関心を与え、1992年10月26日アメリカ大統領ジョージ・H・W・ブッシュ大統領によって署名された。

## 概要

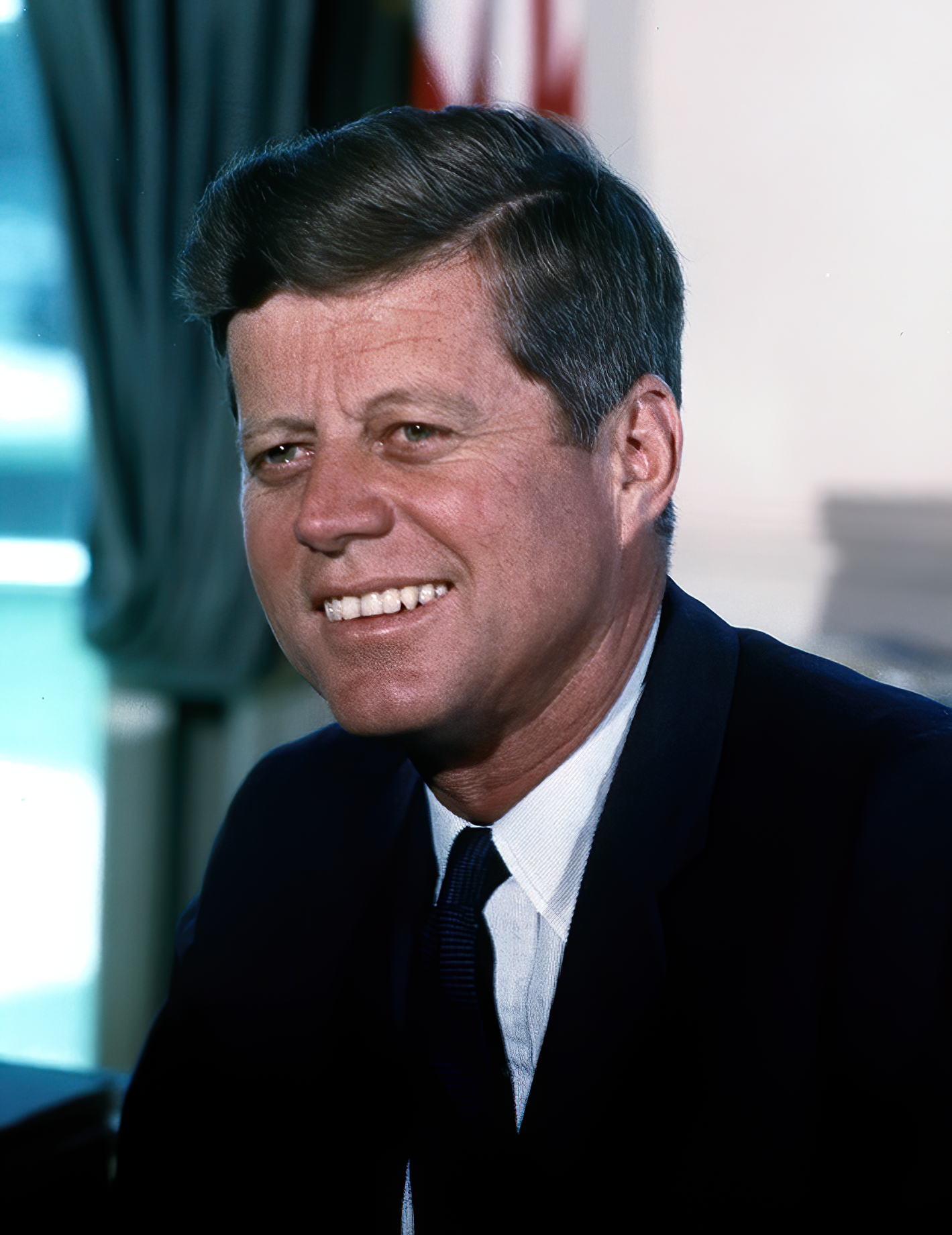
暗殺されたケネディ氏

ケネディ暗殺の機密文書は当時のリンドン・ジョンソン大統領によって「無実の人々の人権を守るため」として全面公開を2039年としていた。しかし法案の可決によってなくなってしまった。この法案は25年以内に非公開されていたケネディ暗殺の機密文書を全面公開するという内容であった。（期限は2017年）期限日の2017年10月26日にドナルド・トランプ大統領が全面公開を行おうとしたがCIAなどによって一部しか公開することができず、2022年ジョー・バイデン大統領が5年遅れで全面公開を行おうとしたがまたもや失敗し、2025年に返り咲きしたドナルド・トランプ大統領によって3月18日、機密文書約8万ページが約8年遅れで公開された。が新たな真実などは見つかることはなかったという。

## 2017〜2022年の期限日

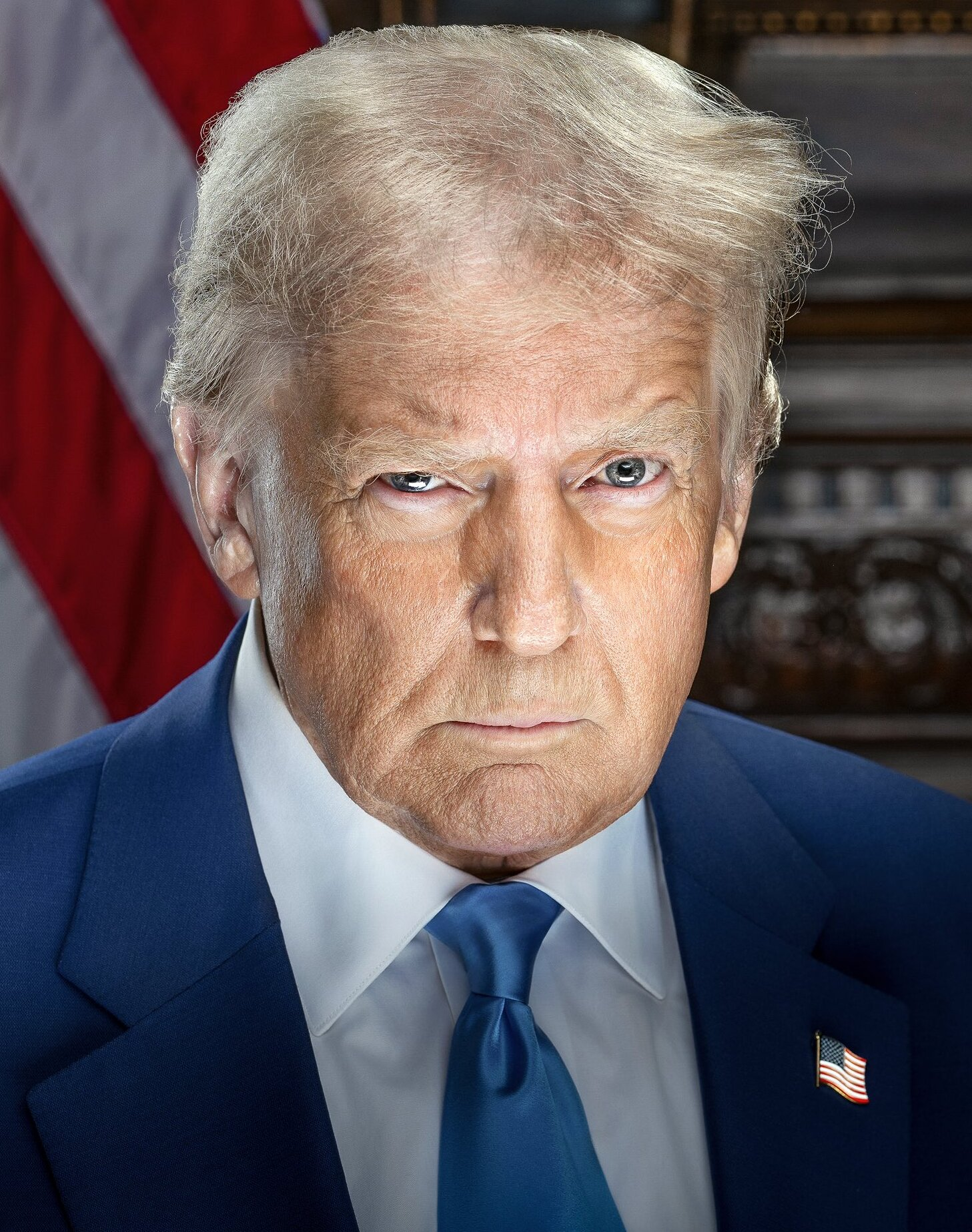
2025年のトランプ

2017年10月26日に収集法の期限日となった。当時のドナルド・トランプ大統領は機密文書の全面公開を行おうとしたがCIAやFBIによって国家安全保障を理由として一部しか公開されなかった。しかし公開された機密文書には暗殺の25分前にイギリスで暗殺の予告電話があったことが判明した。2021年にジョー・バイデン大統領によって全面公開が行われると思われたがまたもや一部しか公開されなかった。2022年に機密文書が公開され、ホワイトハウスは機密文書が99%が公開されたと発表して政府は残りの1%をまだ機密文書扱いとなっている。2025年3月18日、47代アメリカ大統領に就任したドナルド・トランプは就任から数日後に発表した機密文書の全面公開を実現した。